# 이상자유분포
생태학에서 이상적인 자유 분포, 즉 이상자유분포(IFD,Ideal free distribution) 이론은 동물들이 여러 가지 자원으로 분포하는 방식을 설명한다. 이 이론은 다양한 패치(patche)로 모일 개별 동물의 수는 각각에 이용 가능한 자원의 양에 비례한다고 명시하고 있다. 예를 들어, 패치 A에 패치 B보다 2 배 많은 리소스가 포함된 경우 패치 B에서보다 패치 A에서 약탈하는 개체가 2 배 더 많을것이다. 이상적인 자유 분포(IFD) 이론은 패치 사이에 동물의 분포가 리소스를 최소화할 것으로 예측한다. 경쟁과 체력을 극대화하기 위해서라고 이해한다.

## 패치
패치(patche)는 한 서식지에서 서식하는 개체군을 그 서식지 면적을 그 서식지에 속하는 개체수로 나눈 값으로 이상자유분포(IFD) 이론에 따르면 일정한 값을 유지하게 된다.

## 같이 보기
- 니치